# 魯滕巴赫河
51°56′10.20″N 8°14′35.50″E / 51.9361667°N 8.2431944°E

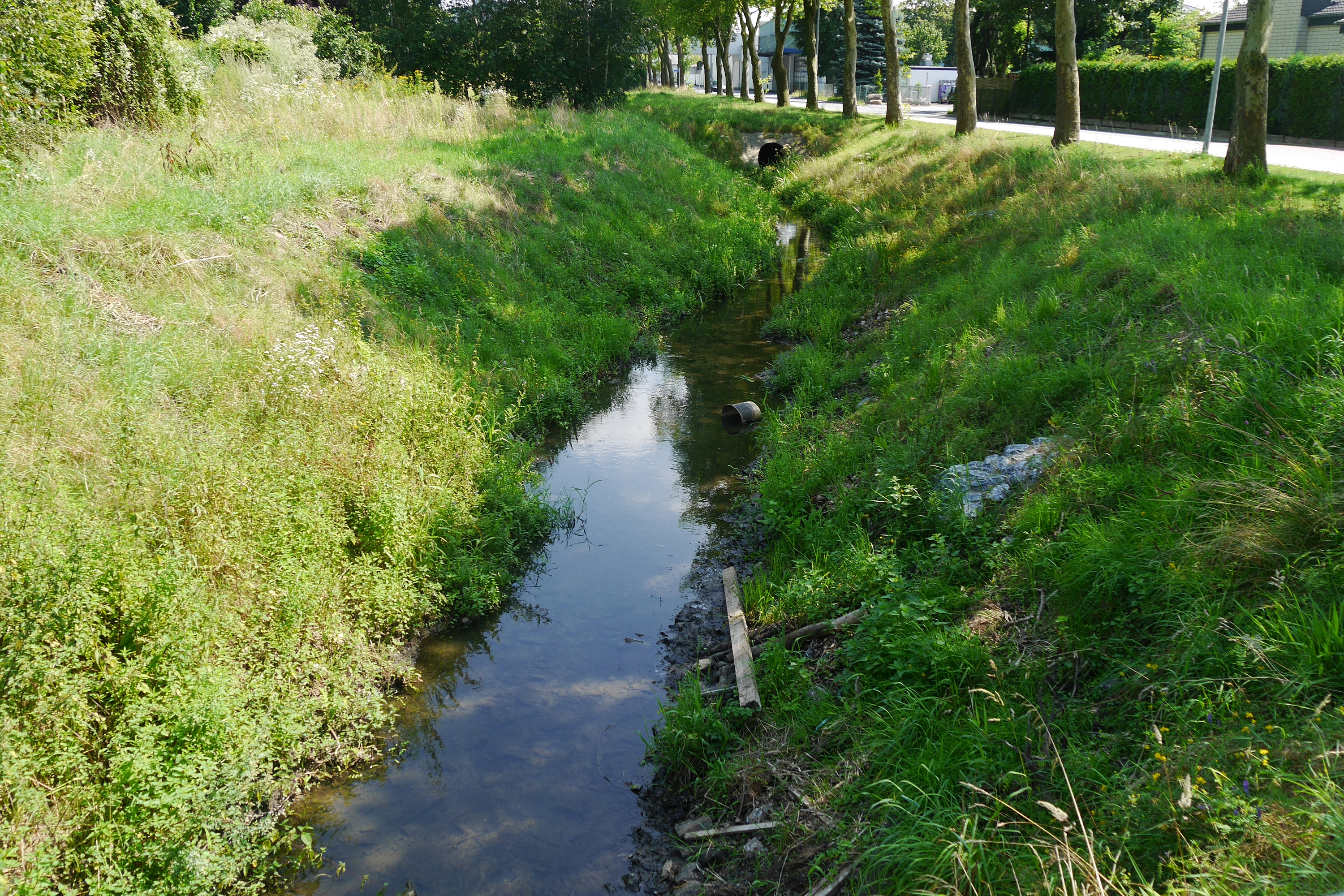

魯滕巴赫河（德語：Ruthenbach），是德國的河流，位於該國西部，處於北萊茵-威斯特法倫州，屬於埃姆斯河的左支流，河道全長9.2公里，流域面積22.8平方公里。